# Centre pénitentiaire de Saint-Denis
Le centre pénitentiaire de Saint-Denis ou de Domenjod est un centre pénitentiaire de l'île de La Réunion, département d'outre-mer français dans le sud-ouest de l'océan Indien. Elle est située à Domenjod, quartier de la commune de Saint-Denis, le chef-lieu. Le site de Domenjod a été choisi en juin 2003.

## Histoire
Hubert Moreau, le directeur de la prison en a reçu les clés lors d'une cérémonie officielle en présence de Claude d'Harcourt, directeur de l'Administration pénitentiaire et de Jean-Pierre Weiss, directeur de l'agence publique pour l'immobilier de la justice, le 15 octobre 2008. Une clé symbolique a également été remise au préfet de la Réunion, Pierre-Henry Maccioni. Georges Casagrande en devient le directeur en remplacement de Hubert Moreau le 2 avril 2012. 
En date du 25 septembre 2018, Pascal Bruneau est nommé chef d'établissement.

## Description
La maison d'arrêt comporte 554 places pour des prévenus en attente de jugement et des détenus dont la durée de peine est inférieure à 1 an.
Elle accueille des hommes, des femmes et des mineurs dans des quartiers séparés.

## Détenus notables
En juillet 2009, la prison accueille le Rwandais Pascal Simbikangwa, suspecté de génocide.

## Évasion notables
Une triple évasion en hélicoptère (dont Juliano Verbard) a lieu dans la prison le 27 avril 2009. Elle n'était pas dotée de filets anti-hélicoptères.